# Aïn Babouche
Aïn Babouche est une commune de la wilaya d'Oum El-Bouaghi en Algérie.

## Toponymie
Ain source de l'escargot (Babouche).

## Géographie

### Lieux-dits
La commune de Aïn Babouche est composée de treize localités :
- Aïn Babouche Centre
- Bir Cheham
- Bouathmane
- Leghdir
- Bir Latrous
- Hamimat
- Aïn Guettar
- Sensa
- Aïn Lahma
- Henchir Abees
- Saf El Hassi
- Menchar
- El Malah